# رون ديفيز
رون ديفيز (بالإنجليزية: Ron Davies)‏ (25 مايو 1942 المملكة المتحدة - 24 مايو 2013 ألباكركي الولايات المتحدة) هو لاعب كرة قدم بريطاني سابق كان يلعب كمهاجم.

## روابط خارجية
- رون ديفيز على موقع الاتحاد الأوربي (الإنجليزية)
- رون ديفيز على موقع قاعدة بيانات كرة القدم.إي يو (الإنجليزية)